# بيير هامل
بيير هامل هو لاعب هوكي الجليد كندي، ولد في 16 سبتمبر 1952 في مونتريال في كندا.

## وصلات خارجية
- بيير هامل على موقع دوري الهوكي الوطني (الإنجليزية)
- بيير هامل على موقع قاعة مشاهير الهوكي (لاعب أن.إتش.أل) (الإنجليزية)
- بيير هامل على موقع EliteProspects.com (الإنجليزية)
- بيير هامل على موقع HockeyDB.com (الإنجليزية)
- بيير هامل على موقع Hockey-Reference.com (الإنجليزية)